# 伯恩特·埃文森
伯恩特·埃文森（挪威語：Bernt Evensen，1905年4月18日—1979年8月24日），挪威男子速度滑冰运动员。他曾代表挪威获得在冬季奥运会速度滑冰比赛中获得1枚金牌、2枚银牌和1枚铜牌。他于1979年在奥斯陆去世。